# Telema liangxi
Telema liangxi is een spinnensoort in de taxonomische indeling van de Telemidae.
Het dier behoort tot het geslacht Telema. De wetenschappelijke naam van de soort werd voor het eerst geldig gepubliceerd in 2002 door M. S. Zhu & Chen.